# Intuit: The Center for Intuitive and Outsider Art
Intuit: The Center for Intuitive and Outsider Art, auch bekannt als Intuit Art Center oder nur Intuit, ist ein Kunstmuseum in Chicago, das sich der Outsider Art (Art brut) widmet. Es bietet Ausstellungen und Bildungsprogramme, die sich mit zeitgenössischer autodidaktischer Kunst befassen.

## Geschichte
Gegründet wurde das Intuit, zunächst unter dem Namen Society for Outsider, Intuitive and Visionary Art (SOIVA) im Juni 1991 als Non-Profit-Organisation durch eine Gruppe von Kunstenthusiasten, Künstlern, Kunsthändlern und Sammlern aus Chicago, darunter Susann Craig, Robert A. Roth sowie Marjorie und Harvey Freed mit dem Ziel „der Förderung des öffentlichen Bewusstseins, des Verständnisses und der Wertschätzung von intuitiver Kunst und Outsider-Kunst durch ein Bildungs- und Ausstellungsprogramm“ („to promote public awareness, understanding, and appreciation of intuitive and outsider art through a program of education and exhibition“). 1995 erhielt das Museum Räumlichkeiten im „Roger Brown Home and Studio“. 1999 zog das Museum in ein größeres Gebäude um, ein Backsteingebäude aus dem Jahr 1874 in der Milwaukee Avenue, in dem früher die „Randolph Street Gallery“ untergebracht war. 2006 wurde die Ausstellungsfläche erweitert und um das „Robert A. Roth Study Center“ ergänzt.

## Sammlung
Das Intuit ist eines der wenigen Museen weltweit, das ausschließlich Außenseiterkunst zeigt. Der Schwerpunkt der Sammlung liegt auf Outsider Art und zeitgenössischer autodidaktischer Kunst. Die ständige, etwa 1.300 Kunstwerke umfassende Sammlung beinhaltet unter anderem Werke von Künstlern wie Miles Carpenter, William Dawson, Minnie Evans, Howard Finster, Lee Godie, Johann Hauser, William Hawkins, Dwight Mackintosh, Justin McCarthy, Mr. Imagination, Michel Nejar, Inez Nathaniel-Walker, David Philpot, Oswald Tschirtner, Pauline Simon, P.M. Wentworth, Willie White, Wesley Willis, Joseph Yoakum, Purvis Young, Laura Craig McNellis, Leroy Person und Ody Saban. Wie viele Außenseiterkünstler waren auch die in den Sammlungen des Intuit vertretenen Künstler oft mit großen Herausforderungen in ihrem Leben konfrontiert, z. B. mit psychischen Erkrankungen, Obdachlosigkeit oder Heimeinweisungen.
Im Jahr 2000 erwarb das Museum den Inhalt der Wohnung des Künstlers Henry Darger und eröffnete 2008 eine Dauerausstellung zu seinem Werk, die seinen Lebens- und Arbeitsraum nachbildet, einschließlich seiner Aufzeichnungen, Zeitungsausschnitte, Bücher und persönlichen Dokumente.

## Aktivitäten
Das Intuit arbeitet im Rahmen mehrerer seiner sozialen Programme mit Schulen, Bibliotheken und anderen Organisationen zusammen, um Kunst in der Bildung zu fördern. „IntuiTeens“ ist ein jährliches Sommerprogramm, bei dem Teenager mit Mentoren, professionellen Künstlern und kommunalen Organisationen zusammenarbeiten, um ihre künstlerischen Fähigkeiten weiterzuentwickeln. Das „Teacher Fellowship Program“ vermittelt Lehrenden an öffentlichen Schulen in Chicago Fertigkeiten, ihre Schüler an nicht-traditionelle Materialien und Methoden heranzuführen. Zu den Intuit-Programmen gehören auch Workshops für Menschen mit Demenz, Sehbehinderung, Blindheit und Entwicklungsstörungen. Das „Robert A. Roth Study Center“ steht Studierenden und Wissenschaftlern zur Verfügung für Forschungen über intuitive, autodidaktische und Outsider-Kunst und zu Künstlern aus diesen Bereichen. Die Bestände des Studienzentrums umfassen eine Bibliothek mit Büchern, Katalogen, Zeitschriften, Dias, Fotografien, Filmen und Archivmaterial.
Das Museum veranstaltet mit der jährlichen „Intuit Show of Folk and Outsider Art“ eine Kunstmesse für Outsider Art im Mittleren Westen und gibt seit 2015 die jährliche Zeitschrift „The Outsider“ heraus.

## Ausstellungen (Auswahl)
- 2022: Tarik Echols: Open
- 2022: Roman Villarreal: South Chicago Legacies[8]
- 2022: The Life and Death of Charles Williams
- 2021: Trauma and Loss, Reflection and Hope: Selections from the Collection
- 2021: Chicago Calling: Art Against the Flow
- 2021: Henry Darger: The Room Revealed
- 2021: In Focus: George Widener
- 2020: Pop Up: The Catalin Radios of Victor F. Keen
- 2018–2021: Gegen den Strich – Chicago Calling. Wanderausstellung: Intuit, Halle Saint Pierre Paris, Kunsthaus Kaufbeuren, Collection de l’Art Brut Lausanne, Outsider Art Museum Amsterdam
- 2019: Susan Te Kahurangi King: 1958–2018[12]
- 2019: Looking at You From a Distance Not Too Far: Work by Marvin Tate
- 2017: Post Black Folk Art in America 1930–1980–2016[13]
- 2004: Laura Craig McNellis: Inside Out 1970–2003.[14]
- 1996: James Charles Castle[3]